# Lingue Benue-Congo

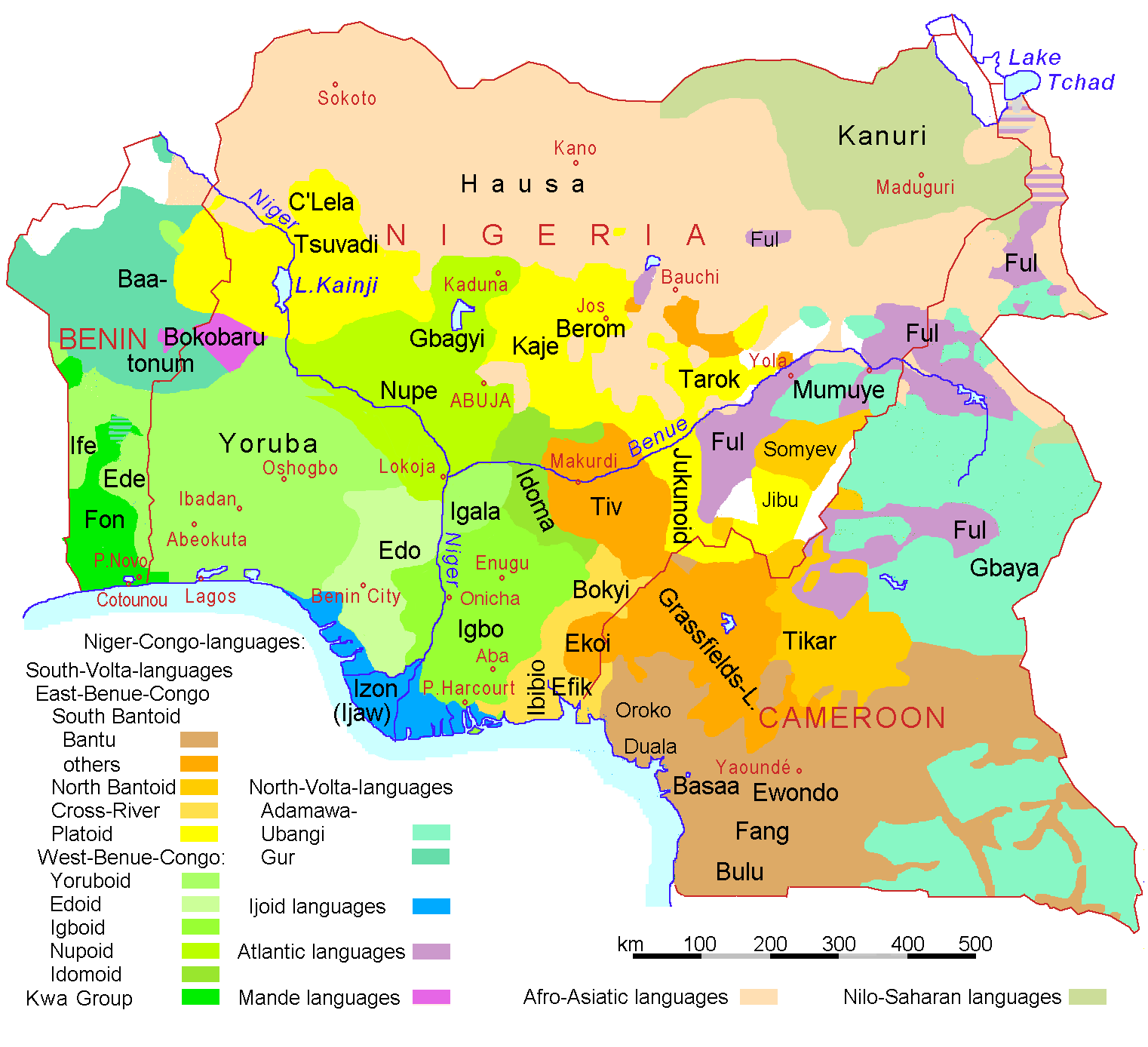
Mappa linguistica della Nigeria, del Benin e del Camerun, dove sono parlate molte lingue del gruppo Benue-Congo.

Le lingue Benue-Congo sono un vasto raggruppamento linguistico compreso all'interno del gruppo Volta-Congo della famiglia delle lingue niger-kordofaniane. Comprende numerose lingue parlate prevalentemente in Nigeria e Camerun, oltre a tutto il vastissimo raggruppamento delle lingue bantu.
Nel gruppo Benue-Congo sono compresi diversi sottogruppi:
- lingue bantoidi: il sottogruppo maggiore, comprendente tutte le lingue bantu (parlate pressoché in tutta l'Africa centrale e meridionale) e alcune lingue non bantu ad esse affini, per un totale di circa 700 lingue;
- lingue Cross River: questo sottogruppo comprende circa 60 lingue parlate nella Nigeria sudorientale fino al delta del fiume Niger, la più importante delle quali è l'efik;
- lingue defoidi, sottogruppo comprendente 17 lingue parlate nella Nigeria sudoccidentale, fra cui lo yoruba, la maggiore lingua nazionale;
- lingue edoidi: sottogruppo comprendente circa 20 lingue parlate nella Nigeria meridionale, la maggiore delle quali è l'edo, che dà il nome al sottogruppo;
- lingue idomoidi, sottogruppo comprendente meno di una decina di lingue parlate nella Nigeria centrale intorno al medio corso del fiume Benue, la maggiore delle quali è la lingua idoma;
- lingue igboidi: sottogruppo che include 7 lingue parlate nella Nigeria sudorientale fra le quali assolutamente prevalente è l'igbo, o ibo, una delle maggiori lingue nazionali;
- lingue jukunoidi, comprendente 20 lingue minori parlate in Nigeria e Camerun;
- lingue kainji, sottogruppo comprendente circa 40-60 lingue[1][2] (a seconda della classificazione) parlate in un'area della Nigeria centro-settentrionale e del Benin, tra cui la lingua hungworo;
- lingue nupoidi, una decina circa di lingue parlate nella Nigeria centrale, le maggiori delle quali sono il gbagyi, l'ebira e il nupe, che dà il nome all'intero sottogruppo;
- lingue plateau, o platoidi:[1] sottogruppo di circa 50 lingue parlate nella Nigeria centrale, nella zona dell'altopiano di Jos, tra cui il berom e il tarok.

Oltre a questi sottogruppi, vengono attribuite al gruppo Benue-Congo anche alcune lingue isolate (ukaan, akpes e obo), parlate da poche decine di migliaia di persone stanziate presso la confluenza dei fiumi Niger e Benue. Altre due lingue nigeriane (fali e ija-zuba), infine, vengono generalmente incluse fra le lingue Benue-Congo, ma rimangono dubbi sulla loro esatta filogenesi e vengono considerate non ancora esattamente classificate.